# Anne Fulda
Pour les articles homonymes, voir Fulda (homonymie).
Anne Fulda est une journaliste politique française, née le 10 mai 1963 à Paris.
Elle est également chroniqueuse, réalisatrice de documentaires pour la télévision et auteur de biographies politiques.

## Carrière

### Presse
Diplômée de l'Institut d'études politiques de Paris (promotion 1985), Anne Fulda est journaliste à La Correspondance de la Presse puis à Stratégies.
Elle entre en 1991 au Figaro, et est affectée dans un premier temps au service « médias », puis un an plus tard, en 1992, au service « politique »,  pour lequel elle est accréditée à l’Élysée, sous la présidence de Jacques Chirac, de 1995 à 2004. Elle lui consacra un livre, publié en 1997, Un Président très entouré.
Spécialiste de la politique française et en particulier de la droite, elle devient « grand reporter » et tient ensuite une rubrique hebdomadaire dans le Figaro Magazine. Durant deux ans, elle écrit une chronique quotidienne dans Le Figaro intitulée « Aparté », et rédige de grands portraits pour le quotidien et le magazine.

### Internet et télévision
Anne Fulda anime, dès sa création en mai 2008 et ce durant deux ans, l'émission Le Talk Orange - Le Figaro, en alternance avec Laurent Guimier puis Guillaume Tabard, au cours de laquelle elle reçoit une personnalité politique de premier plan invitée à répondre aux questions des internautes.
Durant la saison 2008-2009 (la dernière), elle participe à l'émission Chez FOG sur France 5 aux côtés de Franz-Olivier Giesbert. En 2011, elle est épisodiquement chroniqueuse à l’émission Semaine critique ! sur France 2, aussi présentée par Franz-Olivier Giesbert. Toujours pour la télévision, elle réalise, avec Pierre Favier, les entretiens du documentaire de Patrick Rotman sur Jacques Chirac diffusé sur France 2 en deux parties (Le Jeune loup et Le Vieux Lion) ; elle réalise aussi avec Arnaud Ngatcha un documentaire sur François Baroin, maire de Troyes, dans la série « Un maire, une ville ». Elle est co-auteur du documentaire Le Clan Chirac, une famille au cœur du pouvoir, réalisé par Pierre Hurel (diffusé sur France 2 en 2013). Elle réalise également NKM, la singulière, diffusé sur France 3, en 2016.  
Elle participe ponctuellement en tant qu'invitée à l'émission quotidienne C dans l'air sur la chaine publique France 5.  
En septembre 2017, elle rejoint l’équipe d’Yves Calvi dans l’émission L'Info du vrai sur Canal+.  
Depuis le 15 mars 2021, elle anime L'Heure des livres, une émission littéraire de cinq minutes diffusée à 20 h 55 sur CNews.

### Radio
De janvier au 10 juillet 2011, Anne Fulda intervient chaque dimanche dans un débat sur sujet d’actualité, Le Face-à-face, avec Rokhaya Diallo dans le cadre de la matinale RTL Week-end animée par Bernard Poirette puis, du 28 août 2011 à juillet 2012, au Débat du Dimanche avec Olivier Duhamel, à 8 h 35 dans la matinale Europe 1.

### Écrivain
En 2012, Anne Fulda publie chez Lattès un ouvrage consacré à François Baroin, qu’elle sous-titre « le faux discret » et dans lequel elle brosse le portrait du ministre de l'Économie et des Finances du gouvernement Fillon. En 2016, elle publie chez Plon un livre recueil intitulé Portraits de Femmes. En 2017, elle publie Emmanuel Macron, un jeune homme si parfait chez Plon. Pour l’écrivain Philippe Labro, « c’est le meilleur livre » qui parle du candidat Emmanuel Macron. Ce portrait intime de l’homme politique se vend très bien à la suite de l’élection présidentielle.

## Vie personnelle
Anne Fulda se marie le 4 septembre 1992 à Paris avec l’homme d’affaires Alain Cadier. Ils auront 2 enfants : Juliette en 1994 et Thomas. Elle divorce le 30 janvier 2007.
En 2005 elle a une liaison avec le ministre de l'Intérieur Nicolas Sarkozy,, qui dure de l’automne 2005 au printemps 2006,,, lorsque Cécilia Sarkozy, l'épouse du ministre et futur président de la République, a de son côté une aventure avec le publicitaire Richard Attias à New York. La liaison entre Fulda et Sarkozy cesse en 2006, après le retour à Paris de la femme du ministre.

## Publications
- Un président très entouré, Paris, Grasset, 1997  (ISBN 2-246-52531-4).
- François Baroin, le faux discret, Paris, Lattès, 2012.
- Portraits de femmes, Paris, Plon, 2016.
- Emmanuel Macron, un jeune homme si parfait, Plon, 2017.
- Mes très chers monstres, éditions de l'Observatoire, 2020.
- dir., Femmes d'État. L'art du pouvoir, de Cléopâtre à Angela Merkel, Perrin, 2022.